# Western Michigan University

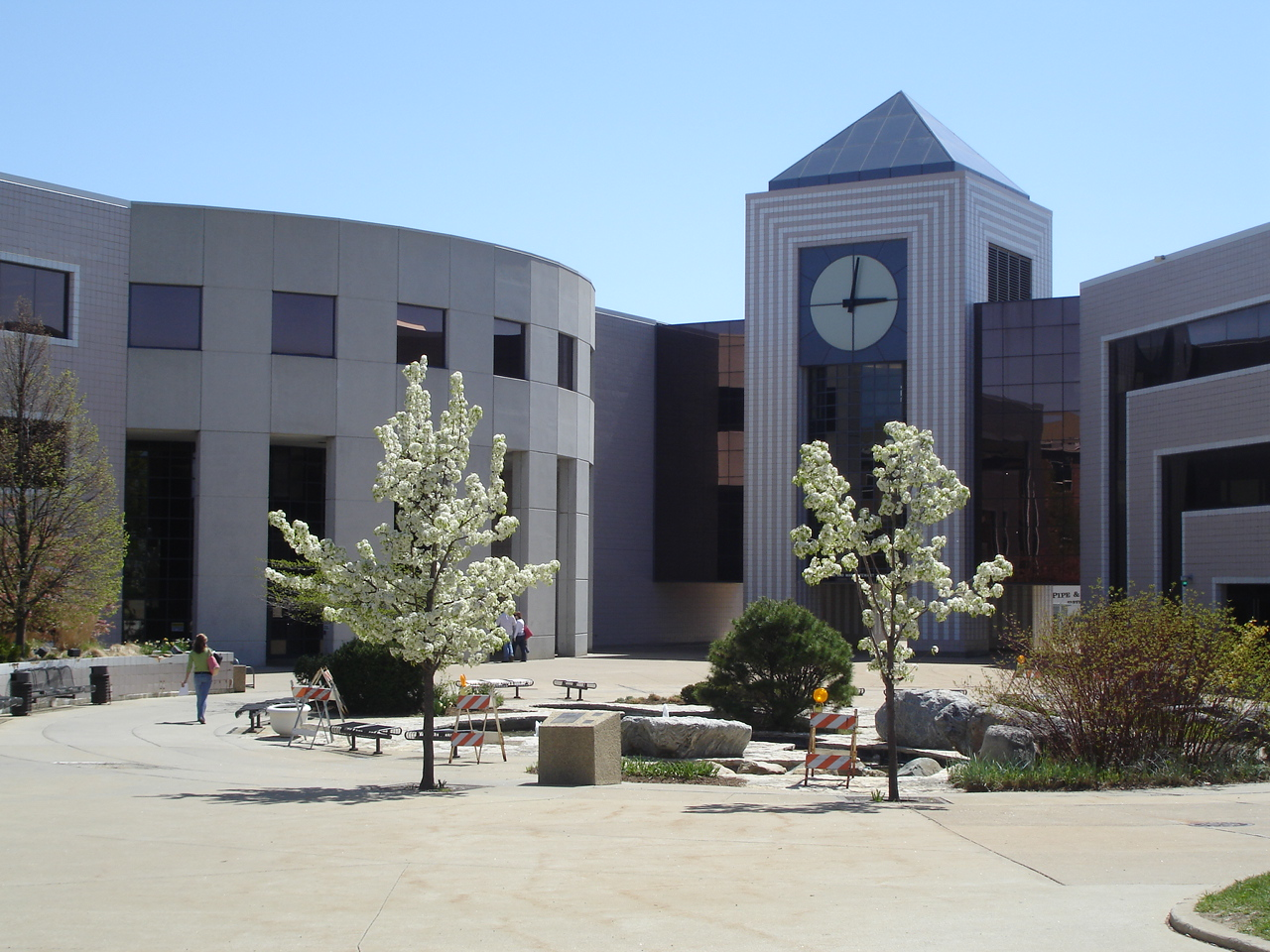
Waldo Library im Jahr 2006

Die Western Michigan University (auch WMU genannt) ist eine staatliche Universität in Kalamazoo im Südwesten des US-Bundesstaates Michigan. Die WMU ist besonders für ihre Forschung und Lehre im Bereich der Luftfahrt sowie der Papiertechnik (Papiertechnologe, Papieringenieur) bekannt.

## Geschichte
Die Bildungseinrichtung wurde 1903 als Lehrerseminar (Teacher’s college) gegründet. Ältester Teil der WMU ist damit das heutige College of Education and Human Development. 1955 wurde die vorher als Western Michigan College of Education bezeichnet e Institution in Western Michigan College umbenannt, ein Jahr später in 5 Bereiche umgeordnet: School of Applied Arts and Sciences, School of Business, School of Education, School of Liberal Arts and Sciences sowie School of Graduate Studies. 1970 werden diese Schools in Colleges umbenannt.

## Zahlen zu den Studierenden, den Dozenten und zum Vermögen
Im Herbst 2021 waren 18.266 Studierende an der WMU eingeschrieben. Davon strebten 14.587 (79,9 %) ihren ersten Studienabschluss an, sie waren also undergraduates. Von diesen waren 50 % weiblich und 50 % männlich; 2 % bezeichneten sich als asiatisch, 9 % als schwarz/afroamerikanisch, 9 % als Hispanic/Latino und 69 % als weiß. 3.679 (20,1 %) arbeiteten auf einen weiteren Abschluss hin, sie waren graduates. Es lehrten 1.188 Dozenten an der Universität, davon 736 in Vollzeit und 452 in Teilzeit. 2005 waren an der Hochschule mehr als 26.200 Studenten immatrikuliert.
Der Wert des Stiftungsvermögens der Universität lag 2021 bei 494,7 Mio. US-Dollar und damit 24,6 % höher als im Jahr 2020, in dem es 396,9 Mio. US-Dollar betragen hatte.

## Organisation
Die WMU ist auf vier Standorte in Kalamazoo verteilt:
- West Campus
- East Campus
- Oakland Drive Campus
- Parkview Campus

Außenstandorte gibt es in:
- Battle Creek (Michigan) – Standort des College of Aviation.
- Grand Rapids (Michigan)
- Holland (Michigan)
- Lansing, Michigan
- Muskegon, Michigan
- South Haven, Michigan
- Benton Harbor, Michigan (Southwest)
- Traverse City, Michigan

## Sport

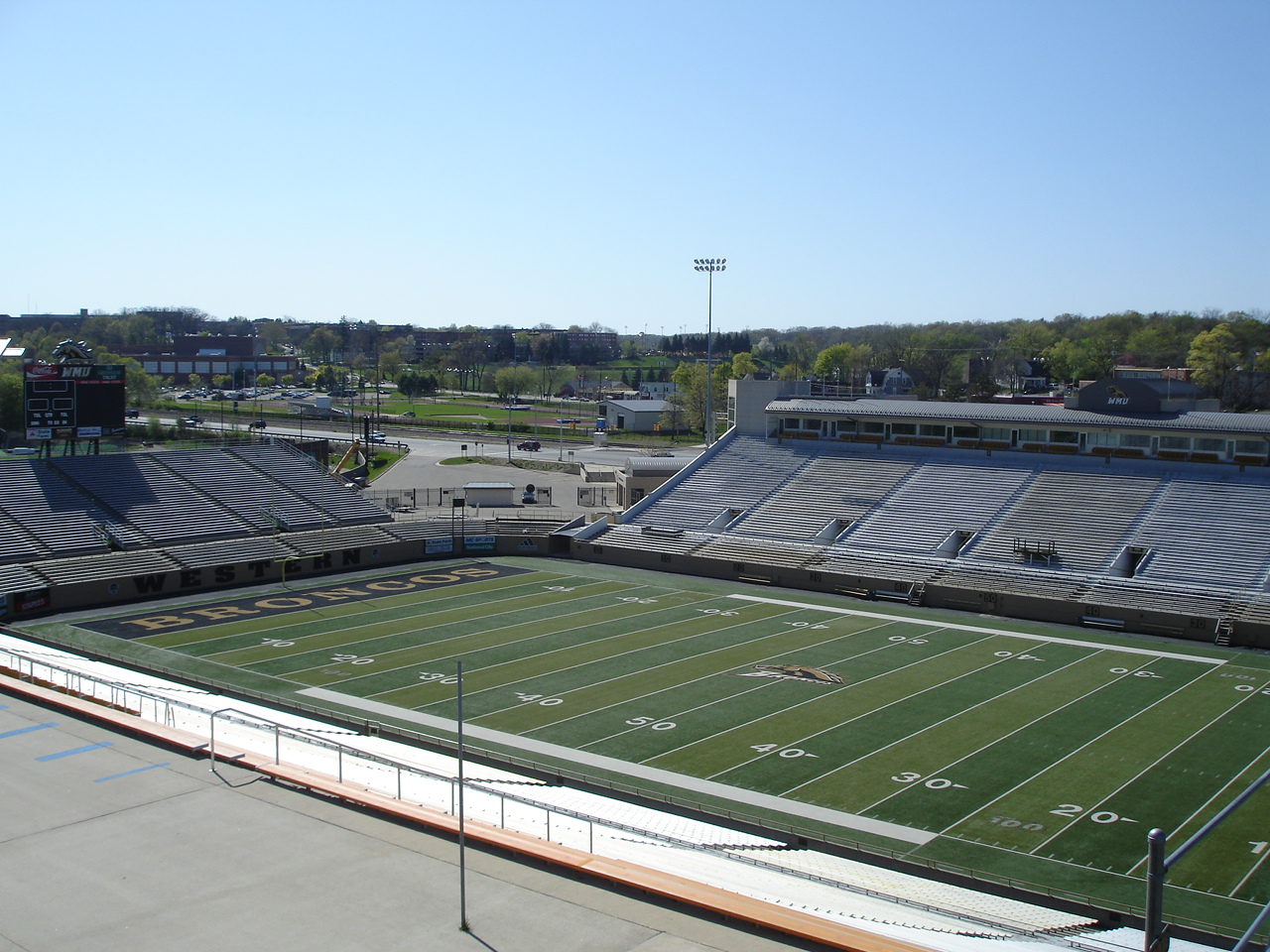
Waldo Stadium (2006)

Das Sportteam der WMU sind die Broncos. Die Universität ist Mitglied der Mid-American Conference.

## Bekannte Absolventen
- Tim Allen – US-amerikanischer Schauspieler und Stand-up-Comedian
- Ray Bray – American-Football-Spieler
- Robert P. Burke – US-amerikanischer Admiral
- Joe Corvo – US-amerikanischer Eishockeyspieler, aktiv in der National Hockey League
- Danny DeKeyser – US-amerikanischer Eishockeyspieler, aktiv in der National Hockey League
- Ian Edmondson – US-amerikanischer Freestyle-Skier und Künstler
- Glenn Healy – kanadischer Eishockeytorwart und -funktionär
- Mark Letestu – kanadischer Eishockeyspieler,  aktiv in der National Hockey League
- Joel Mason – American-Football-Spieler und Basketballtrainer
- Tom Nütten – American-Football-Spieler und Fernsehmoderator
- Greg Jennings – American-Football-Spieler
- Kathleen Rose Perkins – US-amerikanische Schauspielerin
- Terry Crews – US-amerikanischer Schauspieler und ehemaliger American-Football-Spieler
- Jordan Oesterle – US-amerikanischer Eishockeyspieler,  aktiv in der National Hockey League
- Matt Tennyson – US-amerikanischer Eishockeyspieler, aktiv in der National Hockey League
- Charles Gage van Riper – US-amerikanischer Logopäde